# 水の駅
水の駅（みずのえき）は福岡県大野城市の柏葉食健株式会社が展開する水汲み場である。

## 概要
柏葉食健株式会社（本社：福岡県大野城市）が運営する水汲み場で、現在福岡市近郊に33店舗を運営している。スーパーマーケットなどの店舗の駐車場にログハウス状の建物となって、設置されている形態が多い。
10リットルあたり100円の設備維持費を支払うことで取水ができる（1リットル10円単位での取水も可能）。指定容器は存在せず、どのような容器でも汲む事ができるが、12リットルの専用容器（税込 770円）と5リットルの専用容器（税込 330円）が、水の駅が設置されているスーパー等で販売されている。

## 会社概要
- 柏葉食健株式会社
- 本社所在地：福岡県大野城市御笠川5丁目1番2号
- 創業：1974年9月23日
- 業種：逆浸透装置のメンテナンス業、自動販売機業
- 代表者：川邉義隆
- 資本金：1千万円

## 水質
逆浸透(RO)法によってつくられたRO水を提供している。

## 店舗

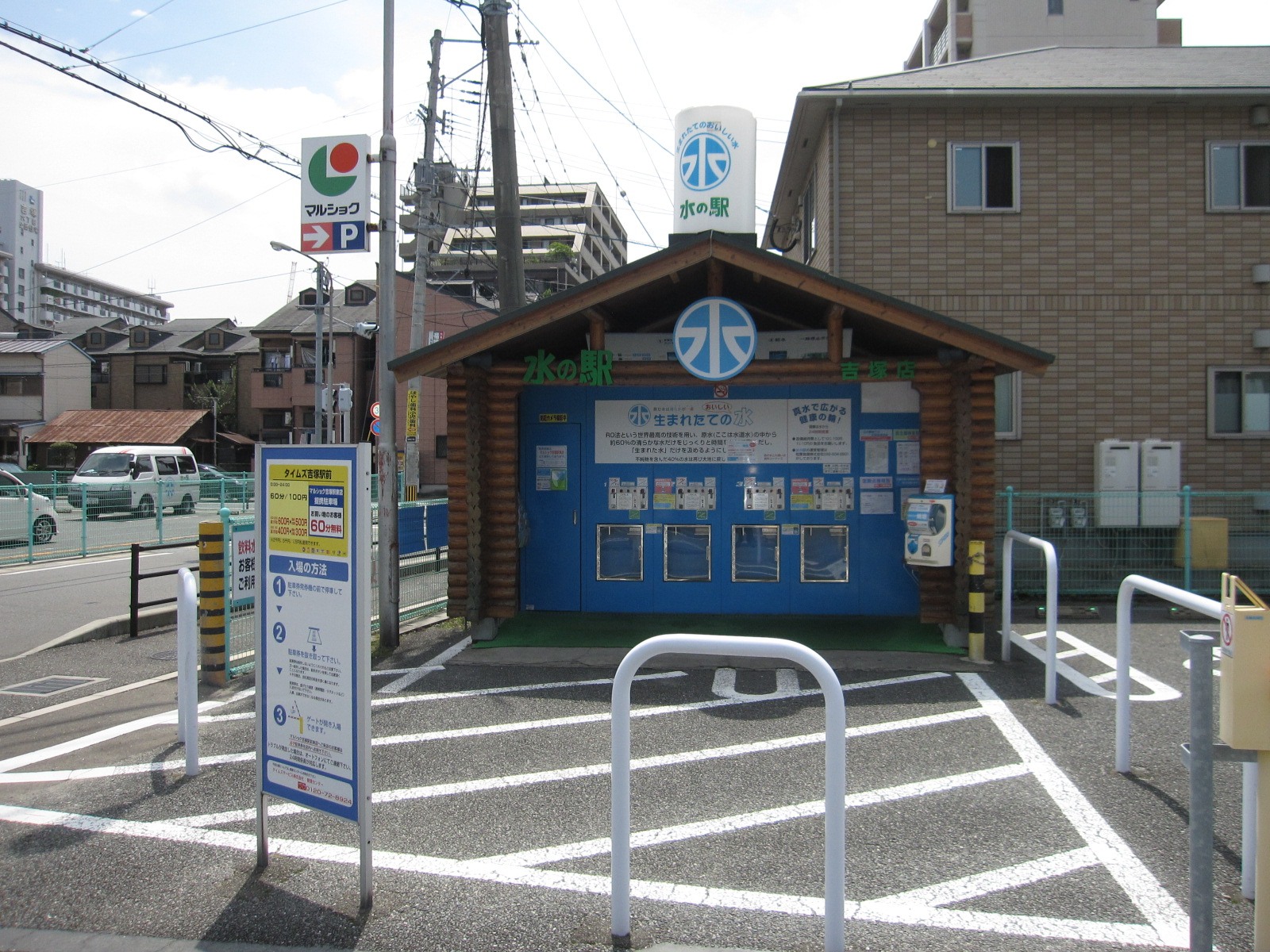
水の駅吉塚店（マルショク吉塚駅東店 駐車場内）

福岡市近郊を中心に33店舗存在する。

### 福岡市博多区
- 月隈店（サニー月隈店）
- 吉塚店（マルショク吉塚店）
- 諸岡店（明治屋ジャンボ市）
- 麦野店（貸倉庫 プラスルーム福岡麦野店 一角）※水の駅の第一号店
- 博多駅南店（マックスバリュエクスプレス博多駅南店）

### 福岡市東区
- 多々良店（ジョイント多々良店）
- 筥松店（ゆめマート筥松）
- 三苫店（レガネットマルシェ三苫）

### 福岡市南区

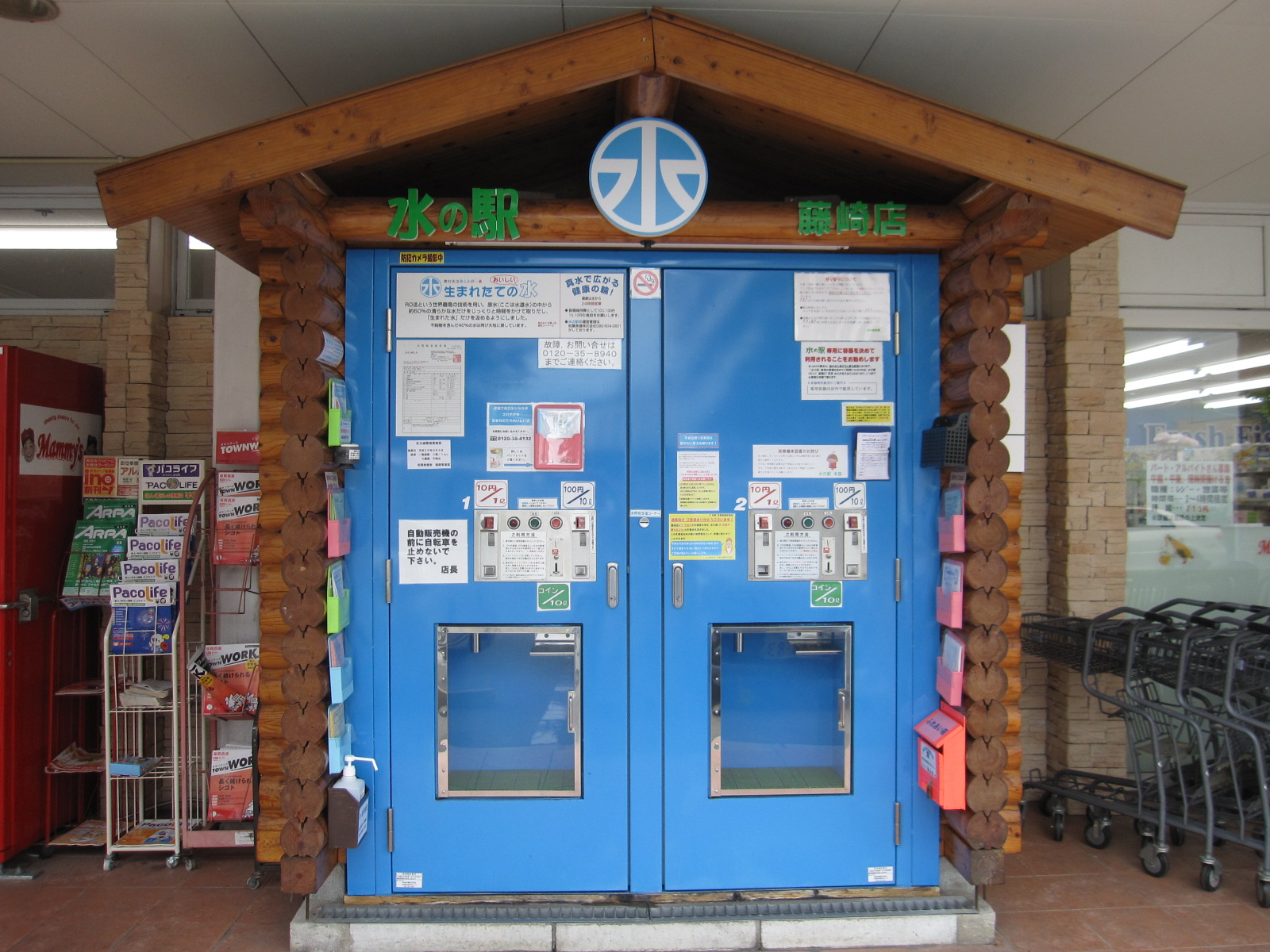
水の駅藤崎店（マミーズ紅葉店駐車場内）

- 花畑店（博多じょうもんさん）
- 皿山店（ローソン皿山店《旧ポプラ皿山店》）

### 福岡市早良区
- 室住店（食鮮市場 みかん）
- 賀茂店（ローソン賀茂店《旧ポプラ賀茂店》）  →撤去

- 藤崎店（マミーズ藤崎店）

### 糟屋郡

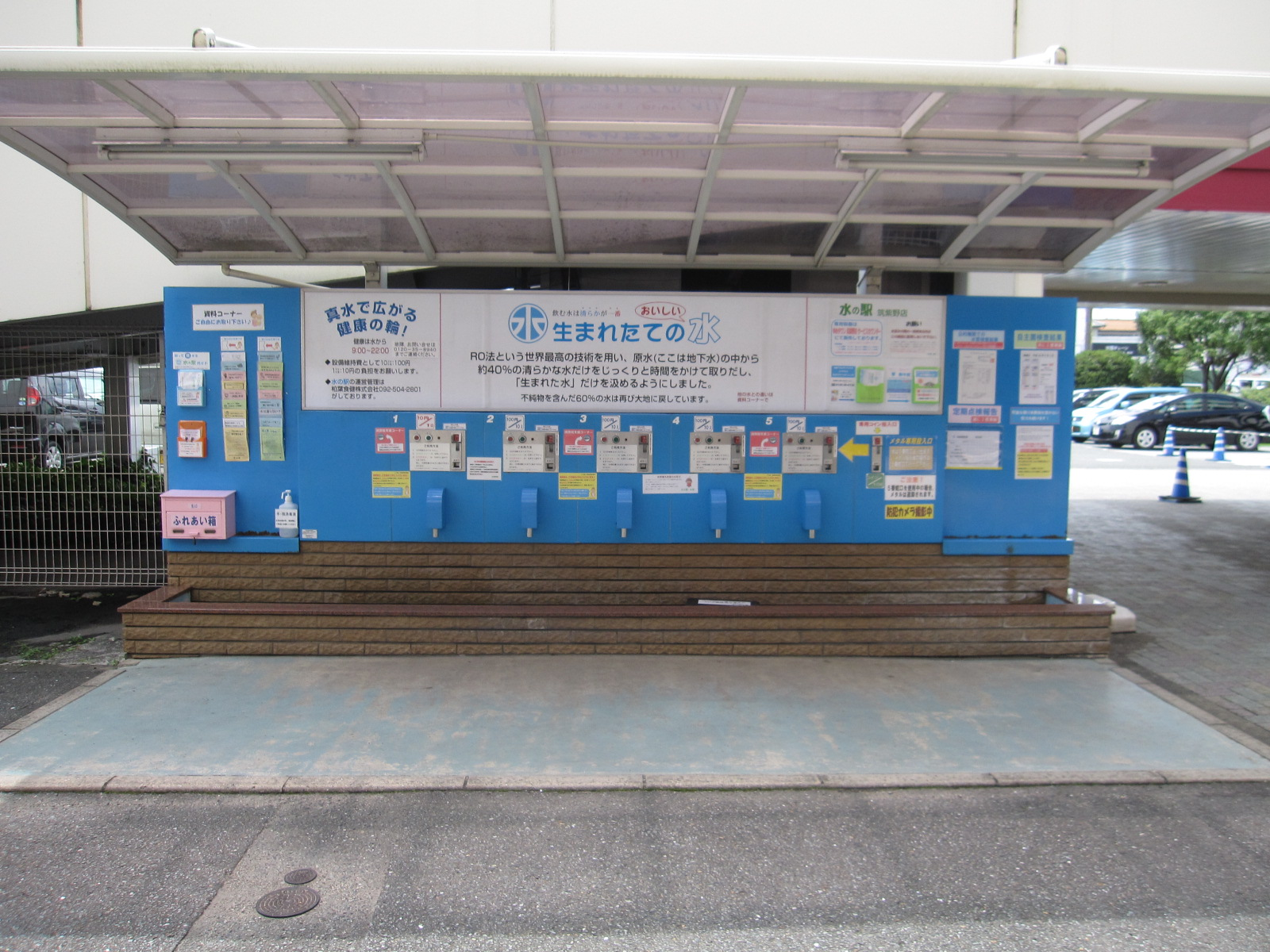
水の駅筑紫野店（ゆめタウン筑紫野 本館南口前）

- 福岡東店（イオン福岡東店）
- 篠栗店（西日本典礼篠栗斎場 裏手）
- 宇美店（ジョイントたんぽぽ市場）
- 南里店（ジョイント志免日枝店）水の駅筑紫野店（ゆめタウン筑紫野 本館南口前）

### 大野城市／春日市
- 下白水店（十徳や下白水店）
- 春日原店（春日原公民館前）
- 御笠川店（水の駅本部）※本社敷地内の店舗

### 筑紫野市／太宰府市
- 筑紫野店（ゆめタウン筑紫野店）
- 二日市店（ウォッシュハウス筑紫野二日市南店）
- 国分店（かんてい局 太宰府店 となり）

### 久留米市／朝倉郡
- 東合川店（ジョイント久留米店）
- 夜須店（もろおか市場）
- 久留米国分店（業務スーパー久留米筑後国分店）
- 津福店（スーパーモリナガ津福店）

### 宗像市／福津市
- 宗像店（ゆめマート赤間）
- 福津店（お肉の工場直売所福津店）

### 北九州市八幡西区
- 永犬丸店（餐・炊・惣　楽）
- 本城店（ゆめマート本城店）
- 上津役店（トライアル上津役店）